# Hans Lammers
Hans Heinrich Lammers (ur. 27 maja 1879 w Lublińcu, zm. 4 stycznia 1962 w Düsseldorfie) – prawnik z wykształcenia (studiował we Wrocławiu) i zawodu (sędzia), zbrodniarz hitlerowski; w latach 1933-1945 szef kancelarii cywilnej Adolfa Hitlera. 

## Życiorys
Rodzina Lammersa mieszkała w tej samej „Kamienicy pod śmiejącym się Matyjasem” przy Adama  Mickiewicza 9 w Lublińcu, co rodzina Steinów, których córki: Róża (urodzona w 1883 roku w Lublińcu) i Edyta (urodzona w 1891 roku we Wrocławiu) w późniejszym czasie trafiły do obozu KL Auschwitz-Birkenau. Po kilku latach pobytu w Lublińcu, obydwie rodziny przeniosły się do Wrocławia.
Absolwent niemieckiego gimnazjum w Pszczynie, a następnie uniwersytetów we Wrocławiu i Heidelbergu. W 1912 zaczął pracę w sądzie okręgowym w Bytomiu. Walczył w I wojnie światowej. Od 1921 w ministerstwie spraw wewnętrznych. Do NSDAP wstąpił w 1932. W latach 1933–1945 pełnił funkcję szefa Kancelarii III Rzeszy (od 1933 jako sekretarz stanu, od 1937 jako minister – szef Kancelarii Rzeszy). Prawa ręka kanclerza Rzeszy Hitlera do wszystkich spraw cywilnych hitlerowskich Niemiec. W 1940 otrzymał stopień SS-Obergruppenführera.
Lammers jako sprawny urzędnik w najwyższym aparacie władzy przygotowywał i nadawał bieg sprawom, które w rozumieniu prawa międzynarodowego miały zbrodniczy charakter. Był odpowiedzialny za eksterminację narodów podbitych państw, w tym za wysiedlanie ludności polskiej z terenów włączonych do Rzeszy i kreowanie polityki Hansa Franka na terenie Generalnego Gubernatorstwa.
Hans Lammers został skazany przez Amerykański Trybunał Wojskowy w Norymberdze 11 kwietnia 1949 na 20 lat więzienia. Więzienie Landsberg opuścił w 1954 roku.